# 破碎
，原名《夜行》）是一部2025年上映的韓國犯罪動作片，由《狼來了》導演金鎮煌執導，河正宇、金南佶、劉多仁主演，于2025年2月5日在韩国上映。

## 剧情概要
講述追蹤殺害弟弟的兇手的哥哥民泰和得知自己的小說中有關於這一事件線索的暢銷書作家浩嶺，為了尋找事件的真相而開始激烈的追擊。

## 演員陣容

### 主要人物
- 河正宇 饰演 裴民泰

追查弟弟死亡当晚真相的男人，民泰结束黑社会组织生活后为平凡的生活而努力，但为了唯一的亲弟弟，没有什么是他不能做、不能去的地方。
- 金南佶 饰演 姜浩嶺

小说作家，他以在文化中心听课的文英所讲述的故事为蓝本创作了一部小说，从而成为畅销书作家。有一天，警察来找浩岭，他这才得知锡泰正如自己小说内容所写的那样死亡了，为了守护小说和自己的名誉，他开始寻找失踪的文英。
- 劉多仁 饰演 車文英，锡泰的妻子，被怀疑杀害丈夫后神秘消失。[10][11]

### 其他人物
- 鄭滿植 饰演 昌茂，过去民泰所加入黑帮“昌茂帮”的头目。[12]
- 林成宰 饰演 秉圭，“昌茂帮”成员，过去曾是民泰的手下，和民泰一起追查真相。[13]
- 朴鍾煥 饰演 裴锡泰，民泰死去的的弟弟，“昌茂帮”成员。[10]
- 李雪 饰演 闵警官，负责调查锡泰死亡案件的刑警，她最早怀疑小说《夜行》与锡泰之死存在相似之处。
- 徐賢宇 饰演 孙警官，和上司朴组长一起调查锡泰死亡案件的资深刑警。
- 鄭宰光 饰演 明宇，文英的弟弟，内心对锡泰满是愤怒，却又在民泰的逼迫下不得不吐露关于文英的线索。
- 車來亨 饰演 英燮，民泰过去的敌对黑帮“三岔口帮”的中层管理者，和帮派其他成员一起威胁并阻碍民泰的追查。
- 金燦亨 饰演 在民，“昌茂帮”中层管理者。
- 徐惠林 饰演 茶馆女老板。
- 车美京 饰演 房东
- 金民尚 饰演 警察局长
- 金美花[14]
- 许城泰 饰演 朴昌勇组长，调查锡泰死亡案件的刑警。（特别出演）

## 製作
2020年11月，河正宇确认出演Kakao M投资的首部电影《夜行》（야행），他在剧中饰演一名追查案件真相的警察，该片由《狼来了》的导演金镇煌执导，预计通过KakaoTV或院线上映。2021年1月，媒体陆续报道劉多仁、鄭滿植、金南佶加盟该片；同年8月，媒体先后报道许城泰、鄭宰光出演该片。

### 拍摄
该片于2021年1月21日在江原道春川市开始主体拍摄，同年4月8日殺青。

### 损益平衡点
据媒体报道，该片损益平衡点约为110万观影人次。

## 发行
该片定于2025年2月5日在韩国上映，片名由《夜行》（야행）变更为《破碎》（브로큰）。该片海外发行权售至日本、台湾、香港、新加坡、印度尼西亚、马来西亚、越南、泰国、菲律宾、法国、西班牙等158个国家和地区，其中泰国于2月6日上映，新加坡和马来西亚于2月27日上映、菲律宾于3月26日上映，同时该片入选英国格拉斯哥电影节非竞赛单元。同年3月12日上线韩国IPTV和VOD点播平台。

### 票房
在韩国上映首日以4.25万观影人次的成绩夺得单日票房冠军，首个周末以9.42万观影人次位列周末票房榜第3名。